# Aleksandr Wiesiełowski

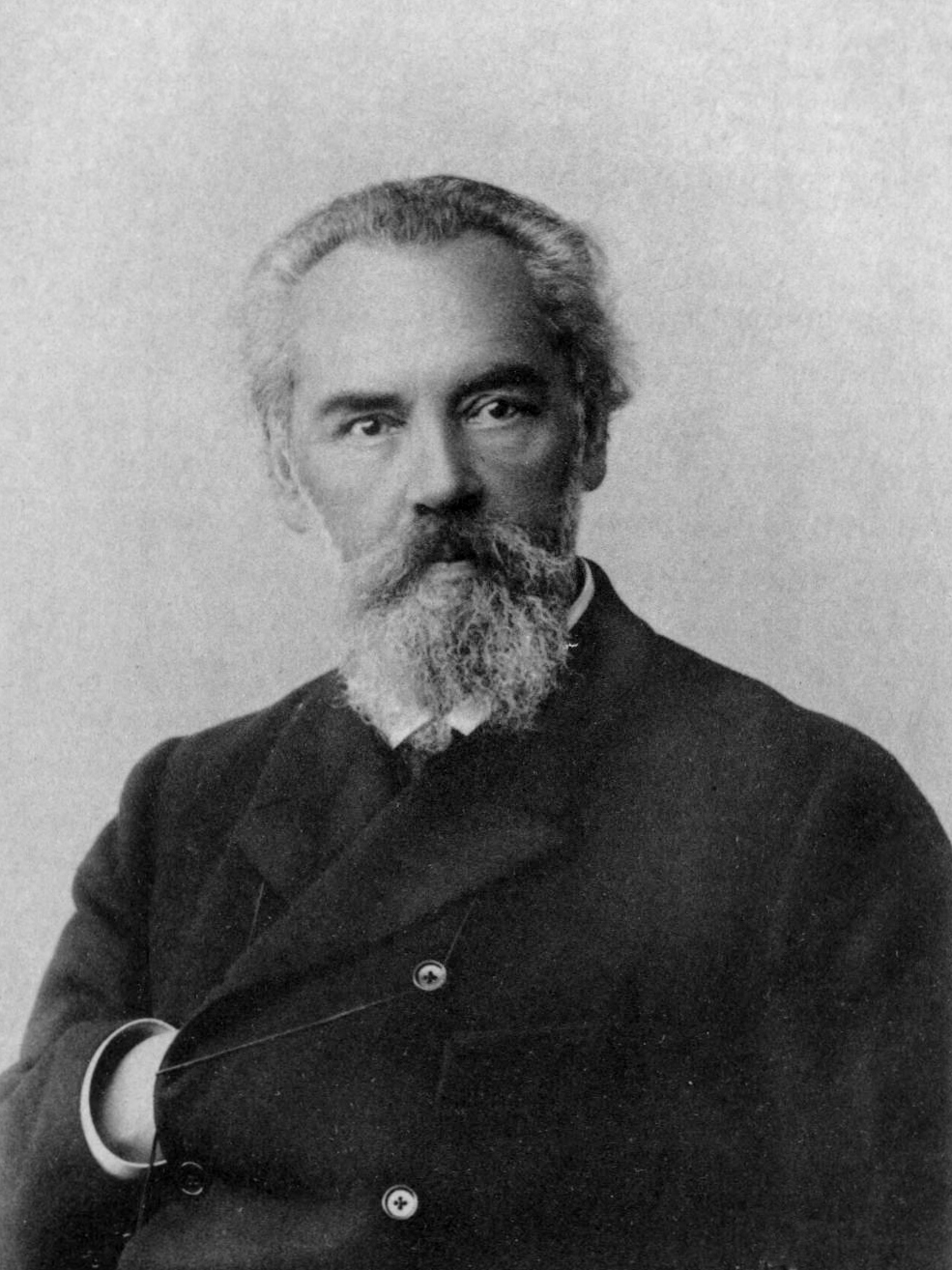
Aleksandr Wiesiełowski

Aleksander Nikołajewicz Wiesiełowski (ros. Александр Николаевич Веселовский; ur. 16 lutego 1838 w Moskwie, zm. 23 października 1906 w Petersburgu) – jeden z czołowych teoretyków literatury w carskiej Rosji. Jego prace leżały u podstaw studiów komparatystycznych. Był przedstawicielem szkoły historyczno-kulturowej, której metodologię wzbogacił przez zastosowanie metody komparatystycznej w badaniach literackich.